# 林沙婆
林 沙婆（はやし の さば）は、平安時代初期の貴族。名は佐婆、娑婆とも記される。姓は宿禰。官位は正五位下・東宮学士。

## 経歴
桓武朝前半の延暦6年（787年）から延暦8年（789年）頃にかけて少外記を務める。延暦16年（797年）外従五位下・安芸介に叙任される。
大同元年（806年）平城天皇が即位して弟の神野親王（のち嵯峨天皇）が東宮に立てられると、その東宮学士に任ぜられる。大同3年（808年）内位の従五位下、大同4年（809年）嵯峨天皇の即位に伴って二階の加叙を受けて正五位下と平城朝から嵯峨朝にかけて順調に昇進を果たした。
漢詩人として『凌雲集』に漢詩作品2首が入集している。

## 官歴
注記のないものは『日本後紀』による。
- 延暦6年（787年）～延暦8年（789年）頃：少外記[1]
- 時期不詳：正六位上
- 延暦16年（797年） 正月7日：外従五位下。正月13日：安芸介
- 大同元年（806年） 5月19日：東宮学士
- 大同3年（808年） 正月25日：従五位下（内位）
- 大同4年（809年） 4月13日：正五位下（越階）